# 天主教茲雷尼亞寧教區
天主教茲雷尼亞寧教區（拉丁語：Dioecesis Zrenjanensis）是羅馬天主教在塞爾維亞的一個教區。屬貝爾格萊德總教區。
教區範圍包括伏伊伏丁那的巴納特地區。2011年有教友63,000人，佔轄區總人口10.1%。教區下轄38個堂區，有26名司鐸，有1名終身執事，有6名修士，有8名修女。現任主教為拉斯洛·內梅特。
1923年2月10日設南斯拉夫巴奇卡宗座署理區，1986年12月10日升為教區。